# 추사체
추사체(秋史體)는 김정희(金正喜)의 서체이다. 추사라는 이름은 그의 호를 따서 만들어진 것이다. 종래의 조선시대의 관파(官派) 글씨가 갖는 숙폐(宿弊)를 통감하고 그것을 배격하여 일어난 것이 이른바 추사체이다. 추사는 조선의 서예가들을 평하기를 "필법만 가지고 좋은 점을 모방할 뿐이니 개탄할 일"(但以筆法 擧擬良可槪耳)이라고 개탄하며 조선의 서예를 망친 것은 바로 이광사(李匡師)라고갈파한 것은 그의 심정을 단적으로 표현한 것이라 하겠다.추사의 글씨는 예서(隸書)에서 출발하고 있으면서 예서의 변형인 한대(漢代)의 필사체(筆寫體)를 충분히 익혀 부조화스러운 듯하면서 조화되는 글씨의 아름다움을 천성(天成)으로 터득하고 있다. 즉 선의 태세(太細)와 곡직(曲直), 묵(墨)의 농담(濃淡) 등으로 글자 하나 하나에 구성과 역학적인 조화를 주었고 그것들이 모여 하나의 서축(書軸)을 이룬다. 이것은 획(劃)과 선으로 이어지는 공간 구성에 의한 예술로서 추상(抽象)의 경지에까지 도달하는 예술이다. 추사의 서체는 권돈인(權敦仁), 허유(許維), 신관호(申觀浩), 대원군(大院君) 같은 추종자들을 보았으나 그 진수(眞髓)에까지는 도달하지 못하고 단명(短命)으로 끝났다